# Bjellandsvad bru
Die Bjellandsvad bru (Bjellandbrücke) ist eine Autobahnbrücke im Zuge des norwegischen Abschnitts der Europastraße 18 zwischen Grimstad und Kristiansand in der Provinz (Fylke) Agder (früher Aust-Agder). Sie steht in der Nähe von Lillesand zwischen der Ausfahrt Nr. 86 Brønningsmyr (Lillesand West) und dem Bratteheitunnel. 60 m unter ihr fließt der kleine Fluss Fjelldalselva, an dem etwa ein Kilometer weiter oberhalb das Dorf Bjelland liegt.
Das Projekt E18 Grimstad - Kristiansand, zu dem die Brücke gehörte, wurde zwischen 2005 und 2009 ausgeführt. Es war seinerzeit das größte Infrastrukturprojekt Norwegens.
Die 380 m lange Brücke hat für jede Richtungsfahrbahn eigene, im Abstand von etwa 1 m nebeneinander stehende, 11 m breite Bauwerke mit jeweils zwei Fahrspuren und einem schmalen Pannenstreifen. An den Seiten befinden sich niedrige Betonleitwände, die durch Stahlrohrgeländer erhöht sind.
Die beiden Brückenbauwerke haben sieben Öffnungen mit Pfeilerachsabständen von 47,5 + 5×57,0 + 47,5 m, die jeweils von einem einzelligen Spannbeton-Hohlkasten mit trapezförmigen Querschnitt und gleichbleibender Bauhöhe überbrückt werden. Die Hohlkästen haben ihren horizontalen Festpunkt an einem der Widerlager. Die schlanken, rechteckigen Pfeiler sind monolithisch mit ihrem Hohlkasten verbunden. Nur auf dem kurzen letzten Pfeiler und dem benachbarten Widerlager sind Lager eingebaut. Aus konstruktiver Sicht ist die Bjellandbrücke damit ein Beispiel sogenannter semi-integraler Brücken.
Der Überbau wurde mit einer Vorschubrüstung errichtet.